# Ergavia piercei
Ergavia piercei là một loài bướm đêm trong họ Geometridae.